# Martin Železnik
Martin Železnik, slovenski glasbenik in skladatelj, * 18. november 1891, Velike Brusnice, † 2. avgust 1962, Kranj.

## Življenje in delo
Rodil se je v kmečki družini očetu Martinu st. in materi Mariji (roj. Rajar).
Železnik se je po končani osnovni šoli zasebno učil glasbo pri organistu Francetu Raku na Otočcu in dve leti pri Ignaciju Hladniku v Novem mestu, v letih 1908−1910 pa je v Ljubljani obiskoval orglarsko šolo. Organist je bil v Voloskem (Hrvaška) (1910–1911), na Vojskem (1911–1922), vmes 1916–1918 v vojski, od 1923 v Tržiču. V tem času se je zasebno izobraževal, opravil izpit na meščanski šoli in 1925 maturo na ljubljanskem učiteljišču. Po maturi je postal začasni, od 1927 pa stalni učitelj v Zgornji Sorici. Med 2. svetovno vojno je bil nekaj časa zaprt v Ljubljani, nato je bil do konca vojne uslužbenec na občini Sorica. Julija 1945 je bil spet imenovan za šolskega učitelja in upravitelja v Sorici, 1947 pa premeščen na osnovno šolo in istega leta na gimnazijo v Kranju, kjer je poučeval glasbo. Po upokojitvi 1952 je sprejel službo kranjskega organista in koncertnega zborovodje ter jo opravljal do smrti.
Napisal je več maš, rekvijemov in drugih liturgičnih skladb in številne skladbe za cerkvene pevske zgore, največkrat s spremljavo orgel. Opazen je njegov opus za koncertne orgle, komponiral je tudi za klavir. Cerkvene skladbe so izšle v samostojnih zbirkah, objavljal pa jih je tudi v glasbenih revijah.
Železnik sodi med pomembnejše ustvarjalce slovenske cerkvene glasbe 20. stoletja. Skupaj z Antonom Jobstom je najvidnejši predstavnik t. i. Premrlove šole, ki je vnesla v našo cerkveno glasbo impresionistične elemente. Njegove skladbe odlikujejo barvita sozvočja in smisel za slikanje razpoloženj.